# Witold Doroszewski
Witold Jan Doroszewski (ur. 1 maja 1899 w Moskwie, zm. 26 stycznia 1976 w Warszawie) – polski językoznawca, teoretyk języka, od 1930 profesor Uniwersytetu Warszawskiego, od 1930 członek Towarzystwa Naukowego Warszawskiego, od 1947 członek Polskiej Akademii Umiejętności, następnie Polskiej Akademii Nauk; redaktor naczelny Słownika języka polskiego (1958–1969) i Słownika poprawnej polszczyzny (1973); popularyzator nauki o języku polskim, w latach 1932–1976 redaktor naczelny miesięcznika „Poradnik Językowy”; stworzył teorię języka, w której za przedmiot językoznawstwa uważał „człowieka mówiącego” (łac. homo loquens), a nie relacje zachodzące wewnątrz języka.

## Życiorys
Był synem Antoniego (fizykochemika, dyrektora Centralnego Laboratorium Chemicznego Ministerstwa Skarbu Rosji, przewodniczącego Naukowego Koła Polskiego w Moskwie) i Marii z Tynowskich. Kształcił się w gimnazjum w Moskwie (do 1917), podjął następnie studia językoznawcze na uniwersytecie moskiewskim; w 1918 przeniósł się na Uniwersytet Warszawski, ale w tymże roku został powołany do wojska i służył do 1920. W latach 1920–1923 kontynuował studia na UW (m.in. pod kierunkiem Jana Baudouina de Courtenay) i obronił w 1923 doktorat na podstawie pracy O znaczeniu dokonanym osnów czasownikowych (słownych) w języku polskim. Podjął pracę na uniwersytecie jako starszy asystent w Katedrze Języka Polskiego (1924–1927); w latach 1927–1929 uzupełniał studia w Ecole Nationale des Langues Orientales Vivantes w Paryżu i był tam lektorem języka polskiego. W 1928 został docentem w Katedrze Języka Polskiego UW, a w 1930 kierownikiem tej Katedry i profesorem nadzwyczajnym; od 1938 profesorem zwyczajnym. W latach 1935–1939 był dyrektorem Instytutu Fonetycznego UW; w 1968 odszedł ze stanowiska kierownika Katedry Języka Polskiego, a rok później przeszedł na emeryturę. Kierował również Pracownią Dialektologiczną PAN (w latach 1954–1969, od 1957 pod nazwą Zakład Językoznawstwa) w Warszawie. Na UW prowadził wykłady z języka polskiego, słowotwórstwa i językoznawstwa ogólnego; gościnnie wykładał na uniwersytecie w Brukseli (1934), uniwersytecie Wisconsin w Madison (w latach 1936–1937, gdzie zorganizował Katedrę Języka Polskiego), uniwersytetach w Nancy, Bordeaux i Collège de France w Paryżu (1939), w Oksfordzie, Leeds i Londynie (1958). W 1939 brał udział jako żołnierz w kampanii wrześniowej, a w latach 1940–1944 wykładał na tajnym Uniwersytecie Warszawskim.
Był członkiem czołowych polskich akademii i towarzystw naukowych: Towarzystwa Naukowego Warszawskiego (1930 członek korespondent, 1936 członek rzeczywisty), PAU (1947 członek korespondent) i PAN (1952 członek korespondent, 1957 członek rzeczywisty). Był m.in. zastępcą przewodniczącego Komitetu Językoznawstwa PAN (w latach 1954–1966 i 1969–1974, w latach 1960–1961 pod nazwą Komitet Językoznawstwa i Słowianoznawstwa). W 1925 był w gronie członków założycieli Polskiego Towarzystwa Językoznawczego; pełnił funkcje sekretarza (1931–1934), wiceprezesa (1962–1964) i prezesa (w latach 1956–1958 i 1971–1974). W latach 1938–1939 i od 1966 był prezesem Towarzystwa Kultury Języka. Należał ponadto do: Bułgarskiej Akademii Nauk (1963), Międzynarodowego Komitetu Slawistów (w latach 1968–1975 przewodniczący, od 1975 członek honorowy), Polskiego Komitetu Slawistów (w latach 1969–1974), Serbskiej Akademii Nauk i Sztuk (1972), Austriackiej Akademii Nauk (1974 członek korespondent), Łomżyńskiego Towarzystwa Naukowego (w 1974 członek założyciel), Société Linguistique de Paris, Linguistic Society of America,     Institut d'études slaves w Paryżu, Instytutu Słowiańskiego w Pradze, Comité international permanent des linguistes. Organizował Koło Warszawskie Towarzystwa Miłośników Języka Polskiego. Był członkiem, a w latach 1948–1959 przewodniczącym zarządu Stowarzyszenia Mieszkaniowego Spółdzielczego Profesorów Uniwersytetu Warszawskiego.

Zajmował się gramatyką opisową języka polskiego, dialektologią, słowotwórstwem, fonetyką, semantyką, leksykologią i dydaktyką języka polskiego. Jest uważany za twórcę warszawskiej szkoły dialektologicznej. Dokonał krytycznej analizy doktryny Ferdinanda de Saussure'a i zwrócił uwagę na związki tej doktryny z koncepcjami Emile Durkheima. Na podstawie analizy języka Teodora Tomasza Jeża (Język Teodora Tomasza Jeża, 1949) przedstawił obraz polskiego języka literackiego XIX wieku oraz określił ogólne prawa ewolucji języka (zasada leksykalizacji i krystalizowania się dominanty). Badał związki historii językoznawstwa z historią innych nauk humanistycznych; interesowało go również pokrewieństwo historyczne języków słowiańskich. Określił podstawowe metody badawcze w dialektologii. Sformułował zasady wydawania słowników. Był redaktorem naczelnym Słownika języka polskiego (11 tomów, Państwowe Wydawnictwo Wiedza Powszechna, Państwowe Wydawnictwo Naukowe 1958-69; reprint, PWN 1996-97) zawierającego ok. 130 000 haseł napisanych na podstawie 5 milionów cytatów z 3 tysięcy utworów literackich, prac naukowych, artykułów prasowych i innych źródeł.

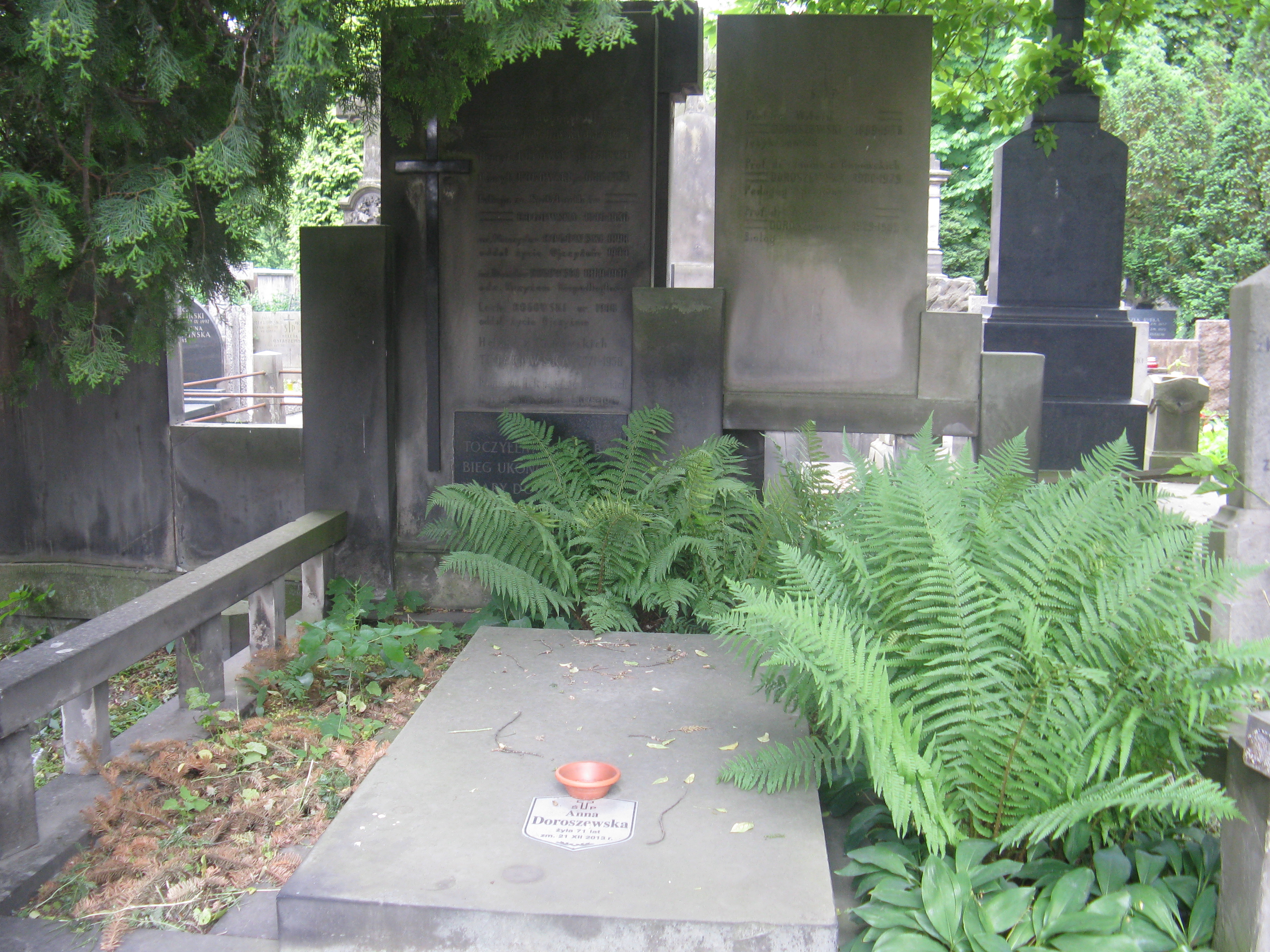
Grób Witolda Doroszewskiego na Starych Powązkach, 2015)

W jego dorobku jest około 800 publikacji naukowych. Współpracował z wieloma czasopismami, m.in. „Journal de Psychologie Normale et Pathologique”, „Biuletynem Polskiego Towarzystwa Językoznawczego”, „Pracami Językoznawczymi”, „Studiami Warmińsko-Mazurskimi”, „Pracami Filologicznymi”, „Poradnikiem Językowym”; prowadził pogadanki radiowe w ramach Radiowego Poradnika Językowego. Uczestniczył w krajowych i międzynarodowych kongresach językoznawczych i slawistycznych. Na 30-lecie pracy naukowej dedykowano mu tom XVIII „Prac Filologicznych” (1961). W gronie jego studentów byli m.in. Halina Auderska, Jadwiga Puzynina, Zofia Kurzowa, Jan Tokarski. 
Zmarł w Warszawie, pochowany na cmentarzu Powązkowskim (kwatera R-6-6,7).

## Życie prywatne
Był żonaty z Janiną z Rogowskich, profesorką pedagogiki specjalnej Uniwersytetu Warszawskiego; syn Marek (1929–1985) został profesorem protozoologii w Instytucie Biologii Doświadczalnej PAN, a syn Jan (1931–2019) - profesorem biofizyki w Centrum Medycznym Kształcenia Podyplomowego w Warszawie.

## Najważniejsze publikacje naukowe
- O Komisji Edukacyjnej (1916)
- Monografie słowotwórcze (1928–1931, 4 części)
- Jan Baudouin de Courtenay (1929)
- Zarys ogólnej klasyfikacji znaczeniowej sufiksów w językach słowiańskich (1929)
- Kilka uwag o metodach badań gwaroznawczych (1931)
- Mowa mieszkańców wsi Staroźreby. Opis i tezy teoretyczne (1934)
- Z zagadnień fonetyki ogólnej (1936)
- Język polski w Stanach Zjednoczonych Ameryki Północnej (1938)
- Studium języka a studium literatury (1939)
- Język Warszawy (1945)
- Kategorie słowotwórcze (1946)
- Treść społeczna nauk humanistycznych a uniwersyteckie studia językowe (1947)
- Zasady poprawnej wymowy polskiej (1947, z Bronisławem Wieczorkiewiczem)
- Fizjologiczny mechanizm błędów językowych (1950)
- Podstawy gramatyki polskiej (1952)
- O normatywny charakter nauczania gramatyki (1953)
- Słowotwórstwo a geografia lingwistyczna (1954)
- Uwagi o metodach geografii lingwistycznej (1954)
- Z zagadnień leksykografii polskiej (1954)
- Jan Baudouin de Courtenay na tle swej epoki i jako prekursor nowych prądów w językoznawstwie (1955)
- Słownik języka polskiego (1958–69)
- Studia i szkice językoznawcze (1962)
- Elementy leksykologii i semiotyki (1970)
- O funkcji poznawczo-społecznej języka (1973)

## Książki popularne i poradniki językowe
- Myśli i uwagi o języku polskim (1937)
- Rozmowy o języku (1948–1954, 4 serie)
- Kryteria poprawności językowej (1950)
- Wśród słów, wrażeń i myśli. Refleksje o języku polskim (1966)
- O kulturę słowa (1962–1979, 3 tomy; zbiór artykułów o języku polskim)

## Ordery i odznaczenia
- Order Sztandaru Pracy I klasy
- Krzyż Komandorski Orderu Odrodzenia Polski
- Krzyż Oficerski Orderu Odrodzenia Polski (16 lipca 1954)[3]
- Krzyż Walecznych
- Medal 10-lecia Polski Ludowej (14 stycznia 1955)[4]
- Medal Komisji Edukacji Narodowej
- Krzyż Kawalerski Orderu Legii Honorowej (Francja)

## Nagrody i wyróżnienia
- Nagroda Państwowa II stopnia za działalność naukową w dziedzinie językoznawstwa oraz za wybitne zasługi dla szerzenia kultury języka ojczystego (1955)[5]
- doktor honoris causa Uniwersytetu Łódzkiego (1960)[6], uniwersytetu w Berlinie (1960) i uniwersytetu w Pradze (1968)
- Nagroda Ministra Kultury i Sztuki I stopnia (1969)[7]

## Upamiętnienie
- Od 25 października 1976 r. naukowiec jest patronem ulicy na terenie obecnej dzielnicy Bemowo w Warszawie[8]. Od 1976 jest także patronem ulicy w Łodzi w dzielnicy Górna[9]. Jest również patronem ulicy w dzielnicy Godula w Rudzie Śląskiej[10].
- Imię prof. Witolda Doroszewskiego noszą: Szkoła Podstawowa nr 363 w Warszawie[11], Nadarzynie[12], Łodzi ( nr 188 zlikwidowanej w 2003 roku)[13]. == Przypisy ==

1. ↑  Kazimierz Polański (red.), Encyklopedia językoznawstwa ogólnego, wyd. 2, Wrocław: Ossolineum, 1999, s. 126–127, ISBN 83-04-04445-5, OCLC 835934897.
2. ↑  Cmentarz Stare Powązki: LUDWIKA MACIEJOWSKA, [w:] Warszawskie Zabytkowe Pomniki Nagrobne [dostęp 2019-11-02].
3. ↑  M.P. z 1954 r. nr 112, poz. 1566 „w 10 rocznicę Polski Ludowej za wybitne zasługi w dziedzinie nauki”.
4. ↑  M.P. z 1955 r. nr 112, poz. 1450 - Uchwała Rady Państwa z dnia 14 stycznia 1955 r. nr 0/126 - na wniosek Prezesa Polskiej Akademii Nauk.
5. ↑  Nagrody Państwowe za osiągnięcia w dziedzinie nauki, postępu technicznego, literatury i sztuki. „Życie Warszawy”. Rok XII, Nr 173 (3656), s. 5, 22 lipca 1955. Warszawa: Instytut Prasy „Czytelnik”. [dostęp 2024-06-06].
6. ↑  Doktorzy honoris causa UŁ. [dostęp 2011-02-21]. [zarchiwizowane z tego adresu (23 grudnia 2010)].
7. ↑  Dziennik Polski, r. XXV, nr 169 (7905), s. 3.
8. ↑  Uchwała nr 28 Rady Narodowej Miasta Stołecznego Warszawy z dnia 25 października 1976 r. w sprawie nadania nazw ulicom, Dziennik Urzędowy Rady Narodowej m.st. Warszawy, Warszawa, dnia 31 grudnia 1976 r., nr 23, poz. 127, s. 2.
9. ↑  Danuta Bieńkowska, Elżbieta Umińska-Tytoń: Witolda Doroszewskiego. [w:] Słownik nazewnictwa miejskiego Łodzi [on-line]. log.lodz.pl. [dostęp 2019-04-02].
10. ↑  Ruda Śląska – Godula Ulica Doroszewskiego Witolda. fotopolska.eu. [dostęp 2019-08-18].
11. ↑  PATRON - WITOLD DOROSZEWSKI - Szkoła Podstawowa Nr 363 [online], sp363.pl [dostęp 2024-06-06].
12. ↑  Biuletynu Informacji Publicznej Szkoły Podstawowej im. Witolda Doroszewskiego [online] [dostęp 2025-06-07].
13. ↑  Uchwała ... [online] [dostęp 2025-06-07].